# 弗雷德·蒂特
弗雷德·蒂特（德語：Fred Tiedt，1935年10月16日—1999年6月15日），生于都柏林，爱尔兰男子拳击运动员。他曾代表爱尔兰参加1956年夏季奥林匹克运动会拳击比赛，获得男子67公斤级银牌。